# Dějiny administrativního dělení Číny
Dějiny administrativního dělení Číny jsou dlouhé a komplikované. Na čínském území se v průběhu jeho historie vystřídala řada států s proměnlivými hranicemi a různou vnitřní organizací. Administrativní dělení země bylo měněno z různých důvodů, ať už zeměpisných, politických, historických nebo filozofických.

## Přehled administrativního rozdělení Číny na okresní a vyšší úrovni
| Historické administrativní rozdělení Číny na okresní a vyšší úrovni | Historické administrativní rozdělení Číny na okresní a vyšší úrovni                                                                         | Historické administrativní rozdělení Číny na okresní a vyšší úrovni | Historické administrativní rozdělení Číny na okresní a vyšší úrovni | Historické administrativní rozdělení Číny na okresní a vyšší úrovni | Historické administrativní rozdělení Číny na okresní a vyšší úrovni |
| Stát                                                                | Celky | Celky | Celky | Celky | Ref.                                                                |
| ------------------------------------------------------------------- | --- | --- | --- | --- | ------------------------------------------------------------------- |
| říše Čchin                                                          | | | komandérie (ťün, 郡) | okresy (sien, 縣/县) | [ 1 ]                                                               |
| říše Chan                                                           | | kontrolní oblasti (čou, 州) | komandérie (ťün, 郡) | okresy (sien, 縣/县) | [ 2 ]                                                               |
| říše Chan                                                           | Samostatné postavení na úrovni komandérií měly království, později knížectví (wang-kuo, 王國) a na úrovni okresů markýzáty (chou-kuo, 侯國) | | | | [ 2 ]                                                               |
| říše Ťin                                                            | | kraje (čou, 州) | komandérie (ťün, 郡) | okresy (sien, 縣/县) |                                                                     |
| Jižní a severní dynastie                                            | | kraje (čou, 州) | komandérie (ťün, 郡) | okresy (sien, 縣/县) | [ 3 ]                                                               |
| říše Suej                                                           | | kraje (čou, 州) | komandérie (ťün, 郡; za Wen-tiho zrušeny) | okresy (sien, 縣/县) | [ 4 ]                                                               |
| říše Tchang                                                         | | inspekční obvody (tao, 道) | kraje (čou, 州; za Süan-cunga přejmenovány na komandérie, ťün, 郡); (dynastické) prefektury (fu, 府) | okresy (sien, 縣/县) | [ 5 ]                                                               |
| říše Sung                                                           | | fiskální oblasti (lu, 路) | kraje (čou, 州); speciální kraje (ťün, 軍); metropolitní prefektury (fu, 府); výrobní prefektury (ťien, 監) | okresy (sien, 縣/县) | [ 6 ]                                                               |
| říše Liao                                                           | | | kraje (čou, 州) | okresy (sien, 縣/县) | [ 7 ]                                                               |
| říše Ťin                                                            | | fiskální oblasti (lu, 路) | kraje (čou, 州); speciální kraje (ťün, 軍); prefektury (fu, 府) | okresy (sien, 縣/县) | [ 8 ]                                                               |
| říše Jüan                                                           | provincie (šeng, 省) | obvody (tao, 道; na vyšší úrovni) fiskální oblasti (lu, 路; na nižší úrovni)                                                                                             | kraje (čou, 州); speciální kraje (ťün, 軍); prefektury (fu, 府) | okresy (sien, 縣/县) | [ 9 ] [ 10 ]                                                        |
| říše Ming                                                           | | provincie (šeng, 省) | prefektury (fu, 府); kraje (čou, 州; na nižší úrovni) | okresy (sien, 縣/县) | [ 11 ] [ 12 ] [ 13 ]                                                |
| říše Čching                                                         | | provincie (šeng, 省) | prefektury (fu, 府); kraje (čou, 州) | okresy (sien, 縣/县) | [ 14 ]                                                              |
| Čínská republika (do 1949)                                          | | provincie (šeng, 省) přímo spravovaná města (č’-sia-š’, 直辖市) zvláštní správní oblast (tche-pie sing-čeng-čchü, 特别行政区) oblasti (ti-fang, 地方)                    | obvody (tao, 道; zrušeny 1928, později v některých provinciích zřízeny prefektury) | okresy (sien, 縣/县); provinční města (šeng-sia-š’, 省轄市) |                                                                     |
| Čínská lidová republika                                             | velké administrativní oblasti (ta-sing-čeng-čchü, 大行政区; zrušeny 1954)                                                                   | provincie (šeng, 省); autonomní oblasti (c’-č’-čchü, 自治区); přímo spravovaná města (č’-sia-š’, 直辖市); zvláštní správní oblasti (tche-pie sing-čeng-čchü, 特别行政区) | městské prefektury (ti-ťi-š’, 地级市); autonomní kraje (c’-č’-čou, 自治州); prefektury (ti-čchü, 地区); ajmagy (meng, 盟) | okresy (sien, 县); městské obvody (š’-sia-čchü, 市辖区); městské okresy (sien-ťi-š’, 县级市); autonomní okresy (c’-č’-sien, 自治县); korouhve (čchi, 旗); autonomní korouhve (c’-č’-čchi, 自治旗); lesní obvod (lin-čchü, 林区); zvláštní obvody (tche-čchü, 特区) |                                                                     |
| Čínská lidová republika                                             | velké administrativní oblasti (ta-sing-čeng-čchü, 大行政区; zrušeny 1954)                                                                   | provincie (šeng, 省); autonomní oblasti (c’-č’-čchü, 自治区); přímo spravovaná města (č’-sia-š’, 直辖市); zvláštní správní oblasti (tche-pie sing-čeng-čchü, 特别行政区) | Vyšší postavení než prefektury mají: suprovinční města (fu-šeng-ťi-čcheng-š’, 副省级城市); subprovinční autonomní kraj (fu-šeng-ťi-c’-č’-čou, 副省级自治州); subprovinční nové obvody (fu-šeng-ťi-čcheng-š’ sin-sia-čchü, 副省级城市辖新区) | Vyšší postavení než okresy mají: městské podprefektury (fu-ti-ťi-š’, 副地级市) |                                                                     |